# 山谦之
山谦之（？—？），河内郡（今河南省焦作市温县）人，南北朝史学家。
刘宋元嘉（424年～453年）时为史学生，后任学士、奉朝请。受著作郎何承天之委，协撰《宋书》，孝建元年（454年）奉诏续撰。除《丹阳记》外还著有《南徐州记》、《吴兴记》、《寻阳记》。